# Palau Firck
El Palau Firck (en letó: Firksa muižas pils; en alemany: Virckshof) és un palau a la històrica regió de Curlàndia, al municipi de Talsi de Letònia. Va ser construït pel baró von Firck l'any 1883. L'edifici alberga el Museu Regional de Talsi.